# 돌아온 항구의 사나이
돌아온 항구의 사나이는 1970년 공개된 대한민국의 영화이다.

## 배역
- 박노식
- 허장강
- 김희라
- 백일섭
- 김청자
- 장혁
- 양일민
- 성소민
- 김왕국
- 권오상
- 이예성
- 문주
- 박동용